# Ефименко, Захар Александрович
Захар Александрович Ефименко (укр. Захар Олександрович Єфименко, род. 3 июля 1985, Макеевка) — украинский шахматист, гроссмейстер. Заслуженный мастер спорта Украины.
В раннем возрасте переехал с семьёй из Донбасса в Закарпатье. Чемпион мира среди юношей до 14 лет (1999). Чемпион Украины 2006 года. Победитель Шахматной Олимпиады 2010 года в составе сборной Украины.

## Изменения рейтинга
| Графики недоступны из-за технических проблем. См. информацию на Фабрикаторе и на mediawiki.org. |